# Drapeau des Maldives
 (août 2024).
Si vous disposez d'ouvrages ou d'articles de référence ou si vous connaissez des sites web de qualité traitant du thème abordé ici, merci de compléter l'article en donnant les références utiles à sa vérifiabilité et en les liant à la section « Notes et références ».
Le drapeau des Maldives est le drapeau national et le pavillon national de la République islamique des Maldives. Il est formé d'un croissant blanc symbolisant l'islam sur fond vert symbole de paix et prospérité encadré de rouge, couleur historique de la famille royale des Maldives. Les deux pointes du croissant sont tournées vers le flottant du drapeau.
Ce drapeau a été adopté en 1965, lors de l'indépendance des Maldives.

## Galerie

1796-1903
1903-1926
1926-1953
1953-1954
1954-1965
Étendard du sultan (1954-1965).
Étendard du sultan (1965-1968), puis étendard présidentiel (1968-présent).